# CRISPR/Cpf1
CRISPR/Cpf1 是一种DNA编辑的技术，其原理与 CRISPR/Cas 系统类似。CRISPR/Cpf1 也藉由細菌或古菌对噬菌体的获得性免疫机制来进行基因编辑。由于 Cpf1 蛋白是一种比 Cas9 蛋白更小而且更简单的核酸内切酶，这样把CRISPR/Cpf1系统植入待修改基因的细胞就相对更容易，CRISPR/Cpf1可能是一种比CRISPR/Cas9更好的基因编辑工具。

## 作用机理
基于核酸内切酶的基因编辑系统是由一个分子“剪刀”(如Cpf1)和一个由DNA构成的引导序列组成的。由DNA构成的引导序列会引领分子“剪刀”与靶向序列的DNA结合，使得靶向序列被切除。
由于原核生物需要保护自己免受噬菌体的侵袭，现有一种猜想认为每种噬菌体都有对应的分子“剪刀”免疫系统，所以还有大量的这样的系统等待人们去发现。
Cas9需要2条RNA分子来做DNA的剪切，然而，Cpf1只需要1条。Cas9蛋白在切割DNA双链时，两条链上的切口在两链的相同位置上，所以留下的末端是平末端（非粘性末端）。Cpf1蛋白则不同，其在DNA两条链上的切割位点不在同一位置上，因此会产生粘性末端。由于粘性末端的缘故，在Cpf1酶切末端上插入新序列比Cas9的酶切末端上更容易。
Cpf1只需要1个RNA序列来导引，并且不需要tracrRNA(tracrRNA在别的CRISPR/Cas系统中起到了促进引导RNA形成的作用)。Cpf1蛋白还使用了富含T碱基的PAM序列。

## 发现过程
Cpf1是在细菌的基因组数据库中搜索出来的，而且Cpf1基因在很多物种的基因组中都出现了 最终用于基因编辑的Cpf1蛋白是从16种含有Cpf1的细菌中的2种(Acidaminococcus和Lachnospiraceae )中提取出来的。
从Acidaminococcus和Lachnospiraceae 中找到的Cas1蛋白能够有效地在人体细胞中发挥基因编辑的作用。

## 相关阅读
- CRISPR